# Myriophyllum aquaticum
Espèce
Classification APG III (2009)
Myriophyllum aquaticum (synonyme Myriophyllum brasiliense,), est une espèce de plante à fleurs de la famille des Haloragaceae. Elle est appelée en français Myriophylle aquatique ou Myriophylle du Brésil (en anglais, Parrot's Feather), elle est souvent vendue sous le nom Myriophyllum propium. C'est une plante herbacée, vivace et amphibie.
Cette plante se développe de préférence dans les eaux relativement chaudes et stagnantes, mais présente une grande capacité d'adaptation. Elle est d'ailleurs considérée comme envahissante : originaire d'Amérique du Sud, on la retrouve aujourd'hui un peu partout dans le monde ,. Elle figure sur la liste des espèces exotiques envahissantes préoccupantes pour l’Union européenne adoptée le 13 juillet 2016 par la Commission européenne,. Cela signifie qu'elle ne peut pas être importée, cultivée, commercialisée, plantée, ou libérée intentionnellement dans la nature, et ce nulle part dans l’Union européenne.
Myriophyllum aquaticum tire son nom du grec ancien et du latin. En effet μυριόφυλλον (myriόphyllon) vient des mots grecs μυρίος (muríos) et φύλλον (phúllon) signifiant respectivement "très nombreux" et "feuilles". "Aquaticum" vient, quant à lui, du latin et signifie "aquatique".

## Description

### Appareil végétatif
Les tiges noueuses du Myriophyllum aquaticum mesurent, en général, entre 15 et 60 cm, mais elles peuvent atteindre jusqu'à 3-4 mètres de long. Cependant, le diamètre des tiges reste petit : de quelques millimètres à peine. La partie émergée des tiges, elle, atteint 40 cm de haut ,.
Les racines, quant à elles, peuvent dépasser la taille de 85 cm de long. Deux types de racines sont trouvés : les racines glabres et les racines aérifères .
Les feuilles sont de type pennatiséqué et verticillé par 4, 5 ou 6, mais le plus couramment par 5. Leur couleur dépend de leur position par rapport à la surface de l'eau : les feuilles immergées seront vert clair, tandis que les feuilles dépassant de l'eau seront vert foncé ,.

### Appareil reproducteur

#### Fleurs
Les fleurs du Myriophyllum aquaticum que l’on retrouvera à l’aisselle des feuilles des rameaux émergés sont toutes petites, unisexuées et solitaires. Cette plante est dioïque. On retrouvera donc des individus mâles, d’une part, et femelles, d’autre part. Les fleurs mâles et femelles présentent des morphologies différentes. Les fleurs mâles possèdent 4 sépales blancs soudés entre eux à la base, ainsi qu’une corolle à 4 pétales. Les fleurs femelles possèdent également 4 sépales blancs soudés, mais contrairement aux mâles, elles ne possèdent pas de pétales.

#### Fruits
Quatre akènes soudés entre eux forment ce que l’on appelle le fruit du Myriophyllum aquaticum, ce dernier étant alors qualifié de tétrakène. Chaque fruit mesurent 0,5 mm de long sur 0,3 mm de large et contient 4 graines.

### Espèces voisines
Myriophyllum est un genre végétal comprenant 45 espèces différentes, dont les espèces principales sont:
- Myriophyllum aquaticum (Vell.) Verdc.
- Myriophyllum verticillatum L.
- Myriophyllum spicatum L.
- Myriophyllum heterophyllum Michx
- Myriophyllum farwelli Morong
- Myriophyllum hippuroides Nutt. Ex Torr. & Gray
- Myriophyllum humile (Raf. Morong)
- Myriophyllum laxum (Shuttlw. ex Chapman)
- Myriophyllum pinnatum (Walt.) B.S.P.
- Myriophyllum quitense Kunth
- Myriophyllum sibiricum Komarov
- Myriophyllum tenellum Bigelow
- Myriophyllum ussuriense (Regel) Maxim

Ces différentes espèces de Myriophyllum peuvent posséder des caractéristiques fort semblables. En effet, Myriophyllum aquaticum peut facilement être confondue avec les espèces exotiques Myriophyllum heterophyllum et Myriophyllum robustum, qui, elles aussi, présentent des tiges émergées.

## Écologie

### Répartition géographique
Myriophyllum aquaticum est une plante originaire du fleuve Amazone, en Amérique du Sud. On la retrouve beaucoup au Brésil, d’où son nom vernaculaire : Myriophylle du Brésil,. Cependant, étant une plante envahissante, on la retrouve aujourd’hui partout dans le monde, et plus spécialement dans les pays à climat relativement tempéré bien qu’elle soit tout à fait capable de coloniser les pays aux hivers rudes grâce à son incroyable capacité d’adaptation.
Cette plante, originaire du Sud du continent américain, est retrouvée aujourd’hui beaucoup plus au Nord du continent. En effet, elle a colonisé tout le Sud des États-Unis et les côtes du Nord du pays, là, où le climat est plus tempéré.
Toutefois, le Myriophylle du Brésil a également envahi une bonne partie de l’Europe de l’Ouest : on le retrouve en France, mais aussi au Portugal, en Espagne, en Belgique, en Autriche, en Allemagne ou encore au Royaume Uni. Certaines plantes ont même été trouvées en Afrique du Sud ou encore en Nouvelle-Zélande.

### Habitat
Myriophyllum aquaticum est une plante amphibie. En effet, elle pourra se développer aussi bien à la surface de l’eau qu’en étant totalement immergée. Cette plante aquatique se développera plus aisément dans les milieux stagnants ou à faible courant et présente une préférence pour les eaux bien éclairées, peu profondes, et dont la température est comprise entre 20-25 °C (marais, lacs, petits cours d’eau, rives, etc.). De plus, elle aime les eaux riches en éléments nutritifs, mais ne semble pas avoir de préférence pour un substrat en particulier: elle se développera aussi bien sur les milieux sableux que rocheux,.
Notons toutefois que cette plante envahissante s’accommode très facilement de milieux dont la température, l’éclaircissement, la minéralisation ou encore le pH ne sont pas optimales pour elle,,.

### Cycle de vie
Le Myriophylle aquatique est une plante dioïque. Sa floraison a lieu au printemps et en été. Deux types de reproduction sont possibles pour cette plante : sexuée et asexuée.
- Reproduction sexuée

La reproduction sexuée va se faire très simplement : la floraison se fait au printemps ainsi qu’en été et le pollen va être transporté exclusivement par le vent jusqu’à une autre fleur.
- Reproduction asexuée

La reproduction asexuée se fait par allongement et fragmentation des tiges. Ce mode de reproduction asexuée est très efficace et va permettre à la plante de s’étendre très vite, voire d’envahir la région occupée.
Myriophyllum aquaticum présente une particularité au niveau de la distribution des deux sexes : en dehors de son habitat naturel, seuls des individus femelles sont observés et même en Amérique du Sud, sa région d’origine, pratiquement toutes les plantes trouvées sont des femelles, il n’y a presque pas de mâles. La reproduction sexuée est donc rare chez le Myriophyllum aquaticum en dehors de son habitat naturel et la plupart des individus vont se reproduire par fragmentation,,. En Eurasie, on trouvera une auto-fragmentation, tandis qu’en Amérique du Nord, des fragments se casseront mécaniquement et s’enracineront, donnant ainsi une nouvelle plante.

### Interactions avec d’autres organismes
Dans son habitat d’origine, Myriophyllum aquaticum est bénéfique pour l’écosystème dans lequel elle se développe. En effet, grâce à l’épais feuillage qu’elle forme à la surface des points d’eau, cette plante protège les organismes aquatiques, telles les larves de moustiques, des étendues d’eau qu’elle envahit,. De plus, le Myriophylle aquatique sert de nourriture pour un grand nombre d’animaux. En effet, Myriophyllum aquaticum a des prédateurs naturels, tels que des poissons ou des oiseaux d’eau, mais également les coléoptères de type Lysathia flavipes (Boheman), Listronotus marginicollis (Hustache) ou encore Lysathia ludoviciana (Fall.). Ces insectes se nourrissent typiquement de Myriophylle. Malheureusement, l’impact quantitatif de cette consommation n’est pas encore connu et la question de savoir si ces prédateurs naturels pourraient être utilisés comme moyen de lutte biologique reste en suspens.

## Plante envahissante
En France, cette espèce est légalement inscrite sur la liste annexe de l'Arrêté du 14 février 2018 relatif aux espèces végétales exotiques envahissantes sur le territoire métropolitain.

### Mécanisme de prolifération
Myriophyllum aquaticum est une plante envahissante, très envahissante. Introduite par l’homme dans le monde entier pour décorer les aquariums d’intérieur et d’extérieur et très populaire comme plante de jardin, cette plante n’a eu aucun mal à s’accommoder de ses nouvelles conditions de vie et de fait, a commencé à s’étendre. La capacité d’envahissement du Myriophylle aquatique est, en fait, dû à son mode de reproduction asexuée. En effet, une tige va tout simplement s’allonger, puis, se fragmenter. Des oiseaux aquatiques, des crues, des activités humaines au bord des rives, les hélices de bateaux, etc. vont alors emporter ces fragments de tiges et ainsi, permettre à la plante de s’installer là où le fragment aura été nouvellement déposé et de prospérer dans cette région,,.

### Historique de l’importation
Originaire d’Amérique du Sud, Myriophyllum aquaticum a été introduite dans différents endroits du monde : à la fin du XIXe siècle aux États-Unis, en Afrique du Sud en 1918, au Japon en 1920, en Nouvelle-Zélande en 1929 ou encore en Australie dans les années 1960 et dans les années 1970 pour le Royaume-Uni.
En France, le Myriophylle du Brésil fait son apparition en 1880 dans de nombreux jardins botaniques, dans la région de Bordeaux où on l'introduit pour la beauté de son feuillage. Quelques années plus tard, en 1913, on signalera son caractère envahissant en notant sa présence dans les Marais de Bruges au nord de la ville. Depuis, cette plante envahissante a colonisé tous les départements de l'Ouest français et s'étend petit à petit vers le nord et le sud-est du pays.
En Belgique, Myriophyllum aquaticum a été découverte en 1983 à Louvain-La-Neuve et depuis la fin des années 90, le Myriophylle aquatique est en forte expansion dans tout le pays. Ainsi, on la retrouve à présent dans les provinces de Namur et du Brabant wallon, les régions d’Ardenne et de Lorraine où règne un climat plus froid étant pour le moment épargnées.
Myriophyllum aquaticum figure sur la liste des espèces exotiques envahissantes préoccupantes pour l’Union européenne adoptée le 13 juillet 2016 par la Commission européenne . À ce titre, elle ne peut être introduite, élevée ou cultivée, reproduite, conservée, utilisée, ou mise sur le marché européenne (restrictions de l’article 7 du règlement du Parlement européen du 22 octobre 2014 relatif à la prévention et à la gestion de l'introduction et de la propagation des espèces exotiques envahissantes).

### Conséquences de la prolifération
Myriophyllum aquaticum, grâce à sa grande capacité de prolifération, a tendance à former d’épais tapis végétaux à la surface des points d’eau qu’elle envahit. Ainsi, en empêchant l’oxygène de l’air de diffuser et les rayons du Soleil d’atteindre la profondeur de l’eau, cette plante envahissante altère sérieusement les propriétés physiques et chimiques des lacs et des courants. Elle empêche alors, par exemple, les algues de se développer et l’algue, étant la nourriture de base des organismes vivant dans les étendues d’eau, elle altère l’écosystème,,. De plus, le caractère envahissant du Myriophylle aquatique a comme conséquence de réduire, voire d’éliminer les espèces végétales indigènes du site infesté. Enfin, Myriophyllum aquaticum peut causer une obstruction des canaux dans lesquels elle se développe et peut également poser des problèmes en ce qui concerne la navigation, car elle prolifère sur les coques des bateaux et sur les palmes des moteurs.

### Lutte contre le Myriophyllum aquaticum[4],[5]
Plusieurs techniques sont utilisées par l’homme pour tenter de contrôler le Myriophylle aquatique :
- Les herbicides sont efficaces contre cette plante. Cependant, la cuticule cireuse du Myriophylle aquatique est tellement épaisse qu’elle impose à l’homme d’utiliser des agents de surface. Le poids de la pulvérisation de ces derniers provoque l’inondation de la plante et l’herbicide s’échappe alors dans l’eau, provoquant ainsi une source de pollution non négligeable.
- La lutte mécanique contre le Myriophylle aquatique consisterait à les couper, les récolter ou encore à les arracher en utilisant un motoculteur aquatique. Si l’idée est bonne, cette lutte mécanique ne s’avère pas efficace car couper les plantes stimulent leur croissance et leur développement. De plus, les opérations d’arrachage mécanique coûtent assez cher.
- Il existe également un contrôle fongique de la plante. Le champignon Pythium carolinianum, par exemple, serait un potentiel bon agent de contrôle biologique. En effet, les plantes dans lesquelles ont été introduites expérimentalement ce champignon ont montré, par la suite, une croissance beaucoup moins rapide que les plantes témoins.

## Utilisation
Myriophyllum aquaticum est utilisé en phytoremédiation, au Mexique. Le Myriophylle a été choisi pour ce genre d’étude, car il a l’avantage d’être très abondant dans ce pays et est donc très facile à se procurer. De plus, il fut choisi car il est très tolérant aux polluants et qu’il a la capacité d’absorber et donc d’éliminer les polluants présents dans son milieu aquatique. En effet, dans plusieurs études, des chercheurs ont pu observer que Myriophyllum aquaticum était capable d’éliminer des contaminants tels que de la TNT, du DDT, du perchlorate, des pesticides ou encore des antibiotiques trouvés dans des eaux usagées industrielles ou dans d’autres étendues d’eau.